# Odessa (Bee Gees)
Odessa è il sesto album dei Bee Gees, pubblicato nel 1969.

## Tracce
1. Odessa (City on the Black Sea) - 7:33
2. You'll Never See My Face Again - 4:17
3. Black Diamond - 3:29
4. Marley Purt Drive - 4:26
5. Edison - 3:06
6. Melody Fair - 3:50
7. Suddenly - 2:30
8. Whisper Whisper - 3:25
9. Lamplight - 4:47
10. Sound of Love - 3:29
11. Give Your Best - 3:28
12. Seven Seas Symphony - 4:10
13. With All Nations (International Anthem) - 1:47
14. I Laugh in Your Face - 4:10
15. Never Say Never Again - 3:29
16. First of May - 2:50
17. The British Opera - 3:16

La title track venne utilizzata quale sottofondo del Carosello pubblicitario televisivo dello spumante Cinzano, trasmesso nel 1969 - 1970 e diretto da Ermanno Olmi.